# Намгалаурі Тамаз Давидович
Тамаз Давидович Намгалаурі (25 вересня 1957, Тбілісі — 25 жовтня 1991, там же) — радянський дзюдоїст, чемпіон і призер чемпіонатів СРСР, чемпіон Європи, призер чемпіонатів світу, заслужений майстер спорту СРСР, засуджений за вбивство та зґвалтування неповнолітньої.

## Біографія
Народився 25 вересня 1957 року в Тбілісі.
Виступав за тбіліське «Динамо» у легкій ваговій категорії (до 71 кг). У збірній команді СРСР із 1979 по 1985 рік. Учасник літніх Олімпійських ігор 1980 року у Москві. Бронзовий призер чемпіонатів світу (1979, 1983). Чемпіон Європи (1984, 1985 — особисто; 1979, 1985 — команда).

### Злочини і смертна кара
Перед скоєнням злочину він здійснив кілька невдалих спроб насильства проти неповнолітньої (1980, 1982), а також зґвалтував 52-річну покоївку готелю «Ушба».
9 вересня 1988 року Верховний суд Грузинської РСР визнав дзюдоїста винним у скоєнні тяжких злочинів (вбивство та зґвалтування неповнолітньої особи з особливою жорстокістю) і засудив його до вищої міри покарання (страта шляхом розстрілу). 25 жовтня 1991 (за іншими даними — 1994) року вирок був виконаний.
Родина Тамаза Намгалаурі покинула Грузію, а його дружина змінила прізвище своїх дітей.
За деякими свідченнями, це випадок смертної кари без висновку медичної комісії про огляд обвинуваченого. Проти його страти нібито виступили Звіад Гамсахурдія і Едуард Шеварднадзе. 
МВС Грузії заявляло, що ця справа засекречена. Тому  існують припущення щодо його втечі з в'язниці та того, що він досі живий.

## Спортивні результати
- Чемпіонат СРСР з дзюдо 1978 року —  ;
- Чемпіонат СРСР з дзюдо 1981 року — ;
- Чемпіонат СРСР з дзюдо 1982 року — ;
- Чемпіонат СРСР з дзюдо 1983 року — ;
- Чемпіонат СРСР з дзюдо 1984 року — ;